# Celleporina ignota
Celleporina ignota is een mosdiertjessoort uit de familie van de Celleporidae. De wetenschappelijke naam van de soort is voor het eerst geldig gepubliceerd in 1909 door Norman.